# Chầu Thánh Thể
Chầu Thánh Thể (Latinh: Adoratio Eucharistica) là một nghi thức sùng bái trong Giáo hội Công giáo Rôma, một vài giáo hội Anh giáo và Luther. Theo đó, Mình Thánh Chúa Giêsu được đưa ra khỏi nhà tạm hoặc nơi cất giữ để tín hữu nhìn trực tiếp và tôn thờ. Thông thường được đặt trong một vật gọi là mặt nhật hoặc hào quang để tránh sự tiếp xúc bằng tay. Chầu Thánh Thể là dấu hiệu của lòng sùng mộ và tôn thờ Chúa Giêsu, mà theo người Công giáo thì ngài đang hiện diện hữu bằng thân xác và thần tính qua hình bánh rượu.